# Anastrophyllum hellerianum
Anastrophyllum hellerianum là một loài rêu trong họ Anastrophyllaceae. Loài này được Nees ex Lindenb. R.M. Schust. mô tả khoa học đầu tiên năm 1949.